# Heringita amseli
Heringita amseli is een vlinder uit de familie dominomotten (Autostichidae). De wetenschappelijke naam is, als Bubulcellodes amseli, voor het eerst geldig gepubliceerd in 1967 door Gozmány.
De soort komt voor in het Afrotropisch gebied.

## Andere combinaties
- Bubulcellodes amseli Gozmany, 1954
- Gigantoletria amseli (Gozmány, 1954)
- Gigantoletria amselina Gozmany, 1967 (omjuiste spellingvariant)